# 1956
Il 1956 (MCMLVI in numeri romani) è un anno bisestile del XX secolo.

## Eventi
- Estensione dei Golden Globe alle serie televisive
- La canzone Che bambola di Fred Buscaglione è il successo musicale dell'anno in Italia.
- La trasmissione televisiva a quiz Lascia o raddoppia?, condotta da Mike Bongiorno, si afferma come grande successo della giovane televisione italiana.
- Tecnologia: sui fondali dell'Oceano Atlantico la Bell System posa il primo cavo per trasmissioni in fonia, equipaggiato con speciali amplificatori-ripetitori valvolari, posizionati ogni 39 miglia nautiche, collegando Nord America ed Europa.
- La Ampex commercializza il primo videoregistratore, il VRX-1000, nel 1956.
- la Kurtis Kraft e Art Ingels progettano il primo prototipo di un go kart

### Gennaio
- 1º gennaio – fine del codominio anglo-egiziano in Sudan.
- 10 gennaio – Elvis Presley incide Heartbreak Hotel, canzone che diventerà uno dei suoi più grandi successi rendendolo famoso in tutto il mondo.
- 19 gennaio – il Sudan aderisce alla Lega araba.
- 26 gennaio-5 febbraio – Cortina d'Ampezzo ospita i VII Giochi olimpici invernali. È la prima volta che una città italiana ospita le Olimpiadi.
- 31 gennaio-8 febbraio – Italia: si svolge a Milano il X Congresso del Partito Socialista Democratico Italiano.

### Febbraio
- 2 febbraio – Partinico (provincia di Palermo): organizzato da Danilo Dolci, ha luogo uno sciopero alla rovescia: i disoccupati lavorano gratuitamente per riattivare una strada comunale abbandonata.
- 3 febbraio – Europa: Italia ed Europa vengono interessate da un'eccezionale ondata di gelo e neve.
- 20 febbraio – il tenore Daniele Barioni fa il suo esordio al Metropolitan Opera di New York.
- 25 febbraio – URSS: nel corso del XX Congresso del PCUS il segretario Nikita Kruscev denuncia i crimini dello stalinismo.

### Marzo
- 4 marzo – Tbilisi: una manifestazione di protesta viene duramente repressa dall'esercito.
- 20 marzo – la Francia concede l'indipendenza alla Tunisia.
- 21 marzo – Anna Magnani vince il Premio Oscar come migliore attrice protagonista del film La rosa tatuata.
- 28 marzo – la Francia concede l'indipendenza al Marocco.

### Aprile
- 17 aprile – URSS: viene sciolto il Cominform[1], apparato informativo e di coordinamento tra i partiti comunisti internazionali.
- 19 aprile – Monte Carlo: si celebra il matrimonio tra Grace Kelly e Ranieri di Monaco.
- 21 aprile – Italia: esce il primo numero del quotidiano Il Giorno, con direttore Gaetano Baldacci e proprietà di riferimento l'Eni di Enrico Mattei.
- 23 aprile – Italia: seduta inaugurale della Corte costituzionale italiana
  - Las Vegas: Elvis Presley tiene il suo primo concerto, grande successo oltre le aspettative.

### Maggio
- 19 maggio – San Donato Milanese: alla presenza del presidente Giovanni Gronchi viene posta la prima pietra dell'Autostrada del Sole.
- 24 maggio – a Lugano, in Svizzera, si tiene il primo Eurovision Song Contest, vinto dalla Svizzera.
- 27 maggio – Italia: alle elezioni amministrative (provinciali e comunali) la Democrazia Cristiana si conferma il partito di maggioranza relativa con il 38,9%; l'alleanza Partito Comunista Italiano-Partito Socialista Italiano ottiene il 35,2%.

### Giugno
- 13 giugno - Parco dei Principi, Parigi, Francia, viene giocata la prima finale della Coppa dei Campioni, poi denominata Champions  League, tra Real Madrid e Stade de Reims, finisce 4-3 per Real Madrid

- 28 giugno – Poznań, Polonia: rivolta operaia contro il regime comunista appoggiato dai sovietici. Nella repressione che segue moriranno circa cento dimostranti.
- 29 giugno – Stati Uniti: l'attrice Marilyn Monroe sposa, con una cerimonia civile, il terzo marito, lo scrittore Arthur Miller.

### Luglio
- 24 luglio – USA: si interrompe il sodalizio artistico tra gli attori Dean Martin e Jerry Lewis, durato 10 anni.
- 25 luglio – Italia: in pieno Oceano Atlantico affonda il transatlantico Andrea Doria, battente bandiera italiana. Le vittime saranno 48.
- 26 luglio – Nasser annuncia la nazionalizzazione del canale di Suez.

### Agosto
- 8 agosto – Marcinelle, Belgio: disastro in una miniera di carbone. Muoiono 262 minatori, di cui 136 italiani.
- 25 agosto – Pralognan-la-Vanoise (Savoia): incontro tra i leader del Partito Socialista Italiano, Pietro Nenni e del Partito Socialista Democratico Italiano, Giuseppe Saragat, per discutere la riunificazione dei due partiti politici.

### Settembre
- 29 settembre – Il poeta nicaraguense Rigoberto López Pérez spara al dittatore Anastasio Somoza García, che morirà una settimana dopo.

### Ottobre
- Italia: all'interno del Partito Comunista Italiano si manifesta, per la prima volta, il dissenso interno, per i fatti d'Ungheria.
- 5 ottobre – Italia: socialisti e comunisti concordano di trasformare il "patto d'unità d'azione" tra i due partiti in "patto di consultazione".
- 10 ottobre – Terrazzano (provincia di Milano): due fratelli, Arturo ed Egidio Santato, irrompono in una scuola elementare, sequestrano tre insegnanti e 97 bambini e minacciano di far esplodere l'edificio. L'intervento della polizia libera gli ostaggi ma, nella sparatoria che segue, muore l'operaio Sante Zennaro che, entrato nella scuola, tentava di convincere i fratelli alla resa.
- 14-18 ottobre – Italia: si svolge a Trento il VI Congresso della Democrazia Cristiana.
- 17 ottobre – inaugurata a Calder Hall, Inghilterra, la prima centrale nucleare civile.
- 21 ottobre – Polonia: Władysław Gomułka, già epurato nel 1949, è nominato segretario del Partito Operaio Unificato Polacco, succedendo a Edward Ochab.
- 23 ottobre – Ungheria: inizio dell'insurrezione antisovietica
- 28 ottobre – Polonia: viene scarcerato il cardinale primate di Polonia, Stefan Wyszyński.
- 29 ottobre
  - Vicino Oriente: inizia la seconda guerra arabo-israeliana
  - Crisi di Suez: in risposta alla nazionalizzazione del canale di Suez, Francia e Gran Bretagna intervengono militarmente contro l'Egitto, ma sono poi costrette al ritiro per le pressioni internazionali.
  - Termina la redazione del Manifesto dei 101, un documento in favore delle richieste dei rivoltosi ungheresi. Tra i firmatari: Renzo De Felice, Carlo Muscetta, Natalino Sapegno, Lucio Colletti, Alberto Asor Rosa. Il manifesto, pubblicato dall'ANSA, suscita la forte riprovazione della dirigenza comunista.

### Novembre
- 1º novembre – l'Ungheria esce dal Patto di Varsavia.
- 4 novembre – Ungheria: l'Armata Rossa entra nel Paese e i moti rivoluzionari vengono sedati con l'intervento delle forze armate sovietiche.
- 6 novembre – Stati Uniti: Dwight D. Eisenhower vince per la seconda volta le elezioni presidenziali, battendo il candidato democratico Adlai E. Stevenson.
- 13 novembre – USA: la Corte Suprema dichiara incostituzionale la segregazione sugli autobus pubblici.
- 22 novembre – Melbourne: viene inaugurata la XVI Olimpiade.
- 24 novembre – Parigi: muore Guido Cantelli, importante maestro d'orchestra italiano (novarese) allievo di Toscanini, a causa di un incidente.
- 24-26 novembre – Italia: si svolge a Milano il V Congresso del Movimento Sociale Italiano; la fazione capeggiata da Pino Rauti lascia il partito e fonda Ordine Nuovo.
- 26 novembre – Cina: un gruppo di 23 persone, chierici e laici, fonda la Chiesa taoista cinese con sede presso il tempio della Nuvola Bianca a Pechino.

### Dicembre
- 2 dicembre – Cuba: Fidel Castro sbarca nell'isola caraibica su una piccola barca, il Granma, accompagnato da fedeli rivoluzionari. Ha inizio la guerriglia contro il presidente Fulgencio Batista.
- 4 dicembre – Italia: il tenente colonnello Giovanni Franchini effettua il primo volo supersonico con un velivolo italiano l'Aerfer Sagittario 2.
- 8-14 dicembre – Italia: si svolge a Roma l'VIII Congresso del PCI. Nonostante la crisi provocata dall'invasione dell'Unione Sovietica in Ungheria (Rivoluzione ungherese del 1956), Palmiro Togliatti viene rieletto segretario a larghissima maggioranza; prevale la linea che condanna la rivolta.
- 22 dicembre – Italia: viene istituito il Ministero delle partecipazioni statali.
- 27 dicembre
  - Italia: con la legge n. 1441 "Partecipazione delle donne all'amministrazione della giustizia nelle Corti di Assise e nei Tribunali per i minorenni" le donne sono ammesse nelle giurie popolari.
  - Tunisia: viene istituita la Société Nationale des Chemins de Fer Tunisiens.

## Nati
Ci sono circa 3 390 voci su persone nate nel 1956; vedi la pagina Nati nel 1956 per un elenco descrittivo o la categoria Nati nel 1956 per un indice alfabetico.

## Morti
Ci sono circa 890 voci su persone morte nel 1956; vedi la pagina Morti nel 1956 per un elenco descrittivo o la categoria Morti nel 1956 per un indice alfabetico.

## Calendario
| Calendario 1956 | Calendario 1956 | Calendario 1956 | Calendario 1956 | Calendario 1956 | Calendario 1956 | Calendario 1956 | Calendario 1956 | Calendario 1956 | Calendario 1956 | Calendario 1956 | Calendario 1956 | Calendario 1956 | Calendario 1956 | Calendario 1956 | Calendario 1956 | Calendario 1956 | Calendario 1956 | Calendario 1956 | Calendario 1956 | Calendario 1956 | Calendario 1956 | Calendario 1956 | Calendario 1956 | Calendario 1956 | Calendario 1956 | Calendario 1956 | Calendario 1956 | Calendario 1956 | Calendario 1956 | Calendario 1956 | Calendario 1956 | Calendario 1956 |
| --------------- | --------------- | --------------- | --------------- | --------------- | --------------- | --------------- | --------------- | --------------- | --------------- | --------------- | --------------- | --------------- | --------------- | --------------- | --------------- | --------------- | --------------- | --------------- | --------------- | --------------- | --------------- | --------------- | --------------- | --------------- | --------------- | --------------- | --------------- | --------------- | --------------- | --------------- | --------------- | --------------- |
|                 | 1               | 2               | 3               | 4               | 5               | 6               | 7               | 8               | 9               | 10              | 11              | 12              | 13              | 14              | 15              | 16              | 17              | 18              | 19              | 20              | 21              | 22              | 23              | 24              | 25              | 26              | 27              | 28              | 29              | 30              | 31              |                 |
| Gennaio         | Do              | Lu              | Ma              | Me              | Gi              | Ve              | Sa              | Do              | Lu              | Ma              | Me              | Gi              | Ve              | Sa              | Do              | Lu              | Ma              | Me              | Gi              | Ve              | Sa              | Do              | Lu              | Ma              | Me              | Gi              | Ve              | Sa              | Do              | Lu              | Ma              |                 |
| Febbraio        | Me              | Gi              | Ve              | Sa              | Do              | Lu              | Ma              | Me              | Gi              | Ve              | Sa              | Do              | Lu              | Ma              | Me              | Gi              | Ve              | Sa              | Do              | Lu              | Ma              | Me              | Gi              | Ve              | Sa              | Do              | Lu              | Ma              | Me              |                 |                 |                 |
| Marzo           | Gi              | Ve              | Sa              | Do              | Lu              | Ma              | Me              | Gi              | Ve              | Sa              | Do              | Lu              | Ma              | Me              | Gi              | Ve              | Sa              | Do              | Lu              | Ma              | Me              | Gi              | Ve              | Sa              | Do              | Lu              | Ma              | Me              | Gi              | Ve              | Sa              |                 |
| Aprile          | Do              | Lu              | Ma              | Me              | Gi              | Ve              | Sa              | Do              | Lu              | Ma              | Me              | Gi              | Ve              | Sa              | Do              | Lu              | Ma              | Me              | Gi              | Ve              | Sa              | Do              | Lu              | Ma              | Me              | Gi              | Ve              | Sa              | Do              | Lu              |                 |                 |
| Maggio          | Ma              | Me              | Gi              | Ve              | Sa              | Do              | Lu              | Ma              | Me              | Gi              | Ve              | Sa              | Do              | Lu              | Ma              | Me              | Gi              | Ve              | Sa              | Do              | Lu              | Ma              | Me              | Gi              | Ve              | Sa              | Do              | Lu              | Ma              | Me              | Gi              |                 |
| Giugno          | Ve              | Sa              | Do              | Lu              | Ma              | Me              | Gi              | Ve              | Sa              | Do              | Lu              | Ma              | Me              | Gi              | Ve              | Sa              | Do              | Lu              | Ma              | Me              | Gi              | Ve              | Sa              | Do              | Lu              | Ma              | Me              | Gi              | Ve              | Sa              |                 |                 |
| Luglio          | Do              | Lu              | Ma              | Me              | Gi              | Ve              | Sa              | Do              | Lu              | Ma              | Me              | Gi              | Ve              | Sa              | Do              | Lu              | Ma              | Me              | Gi              | Ve              | Sa              | Do              | Lu              | Ma              | Me              | Gi              | Ve              | Sa              | Do              | Lu              | Ma              |                 |
| Agosto          | Me              | Gi              | Ve              | Sa              | Do              | Lu              | Ma              | Me              | Gi              | Ve              | Sa              | Do              | Lu              | Ma              | Me              | Gi              | Ve              | Sa              | Do              | Lu              | Ma              | Me              | Gi              | Ve              | Sa              | Do              | Lu              | Ma              | Me              | Gi              | Ve              |                 |
| Settembre       | Sa              | Do              | Lu              | Ma              | Me              | Gi              | Ve              | Sa              | Do              | Lu              | Ma              | Me              | Gi              | Ve              | Sa              | Do              | Lu              | Ma              | Me              | Gi              | Ve              | Sa              | Do              | Lu              | Ma              | Me              | Gi              | Ve              | Sa              | Do              |                 |                 |
| Ottobre         | Lu              | Ma              | Me              | Gi              | Ve              | Sa              | Do              | Lu              | Ma              | Me              | Gi              | Ve              | Sa              | Do              | Lu              | Ma              | Me              | Gi              | Ve              | Sa              | Do              | Lu              | Ma              | Me              | Gi              | Ve              | Sa              | Do              | Lu              | Ma              | Me              |                 |
| Novembre        | Gi              | Ve              | Sa              | Do              | Lu              | Ma              | Me              | Gi              | Ve              | Sa              | Do              | Lu              | Ma              | Me              | Gi              | Ve              | Sa              | Do              | Lu              | Ma              | Me              | Gi              | Ve              | Sa              | Do              | Lu              | Ma              | Me              | Gi              | Ve              |                 |                 |
| Dicembre        | Sa              | Do              | Lu              | Ma              | Me              | Gi              | Ve              | Sa              | Do              | Lu              | Ma              | Me              | Gi              | Ve              | Sa              | Do              | Lu              | Ma              | Me              | Gi              | Ve              | Sa              | Do              | Lu              | Ma              | Me              | Gi              | Ve              | Sa              | Do              | Lu              |                 |

## Premi Nobel
In quest'anno sono stati conferiti i seguenti Premi Nobel:
- per la Pace: non è stato assegnato
- per la Letteratura: Juan Ramón Jiménez
- per la Medicina: André Frédéric Cournand, Werner Forssmann, Dickinson W. Richards
- per la Fisica: John Bardeen, Walter Houser Brattain, William Shockley
- per la Chimica: Cyril Norman Hinshelwood, Nikolaj Nikolaevič Semënov

## Arti

### Letteratura
- "Pier Paolo Pasolini" conclude "Le Ceneri di Gramsci"
- Lawrence Ferlinghetti della City Lights Publication, San Francisco pubblica Howl di Allen Ginsberg, considerato il manifesto della Beat Generation

### Cinema
- esce I diffamatori, film drammatico statunitense diretto dal regista Roy Rowland
- esce I dieci comandamenti, film storico-biblico diretto dal regista Cecil B. De Mille